# Альтьери, Джамбаттиста
Джамбаттиста Альтьери (итал. Giovanni Battista Altieri; 20 июня 1589, Рим, Папская область — 26 ноября 1654, Нарни, Папская область) — итальянский куриальный кардинал. Старший брат Папы Климента X. Епископ Камерино с 26 февраля 1624 по 29 ноября 1627. Наместник Римской епархии с 14 февраля 1637 по 27 марта 1643. Епископ Тоди с 31 августа 1643 по 26 ноября 1654. Кардинал-священник с 13 июля 1643, с титулом церкви Санта-Мария-сопра-Минерва с 31 августа 1643 по 26 ноября 1654.